# Penicillium ulaiense
Penicíllium ulaiénse (лат.) — вид несовершенных грибов (телеоморфная стадия неизвестна), относящийся к роду Пеницилл (Penicillium).
Вызывает гниль цитрусовых.

## Описание
Колонии на агаре Чапека ограниченно-растущие, пучковатые до коремиальных, с обильным корковидным спороношением в серо-зелёных тонах. Иногда имеются капли бесцветного экссудата. Коремии с белой ножкой. Реверс беловатый или бежевый. На CYA колонии на 7-е сутки 1,5—2,5 см в диаметре, бархатистые до коремиальных, с обильным корковидным спороношением в тускло-зелёных или серо-зелёных тонах. Иногда имеются капельки бесцветного экссудата. Реверс беловатый или кремовый. На агаре с солодовым экстрактом (MEA) спороношение серо-зелёное, реверс светлый или желтоватый. На агаре с дрожжевым экстрактом и сахарозой (YES) спороношение обильное, реверс кремово-жёлтый, в центре иногда коричневый.
При 30 °C рост отсутствует. При 5 °C образуются стерильные микроколонии до 4 мм в диаметре.
Конидиеносцы гладкостенные или шероховатые, трёхъярусные, дуговидные, 50—250 мкм длиной, 4—5 мкм толщиной, с прижатыми элементами. Веточки 17—22 мкм длиной. Метулы 10—15 мкм длиной. Фиалиды цилиндрические, с короткой шейкой, 9—15 × 3—4 мкм. Конидии цилиндрические и эллипсоидальные, гладкостенные, 4,5—9,5 × 2,2—3,5 мкм.

### Отличия от близких видов
От Penicillium italicum отличается более медленным ростом на всех средах и светлым реверсом на всех средах.

## Экология и значение
Встречается на плодах различных цитрусовых. Нередко вызывает гниль плодов, обработанных фунгицидом.

## Таксономия
Penicillium ulaiense H.M.Hsieh, H.J.Su & Tzean, Trans. Myc. Soc. Rep. China 2 (2): 161 (1987).